# Муха, Степан Нестерович
Степан Нестерович Муха (укр. Степан Нестерович Муха, 1930—1993) — украинский советский деятель органов госбезопасности и партийный деятель. Член КПСС с 1955 года; член ЦК КПУ (1981—1990 гг; кандидат в 1976—1981 гг.), член Политбюро ЦК КПУ с 1982 по 1987 годы. Депутат Совета Союза Верховного Совета СССР 11 созыва (1984—1989 гг.) от Сумской области. Депутат Верховного Совета УССР 10 созыва.

## Биография

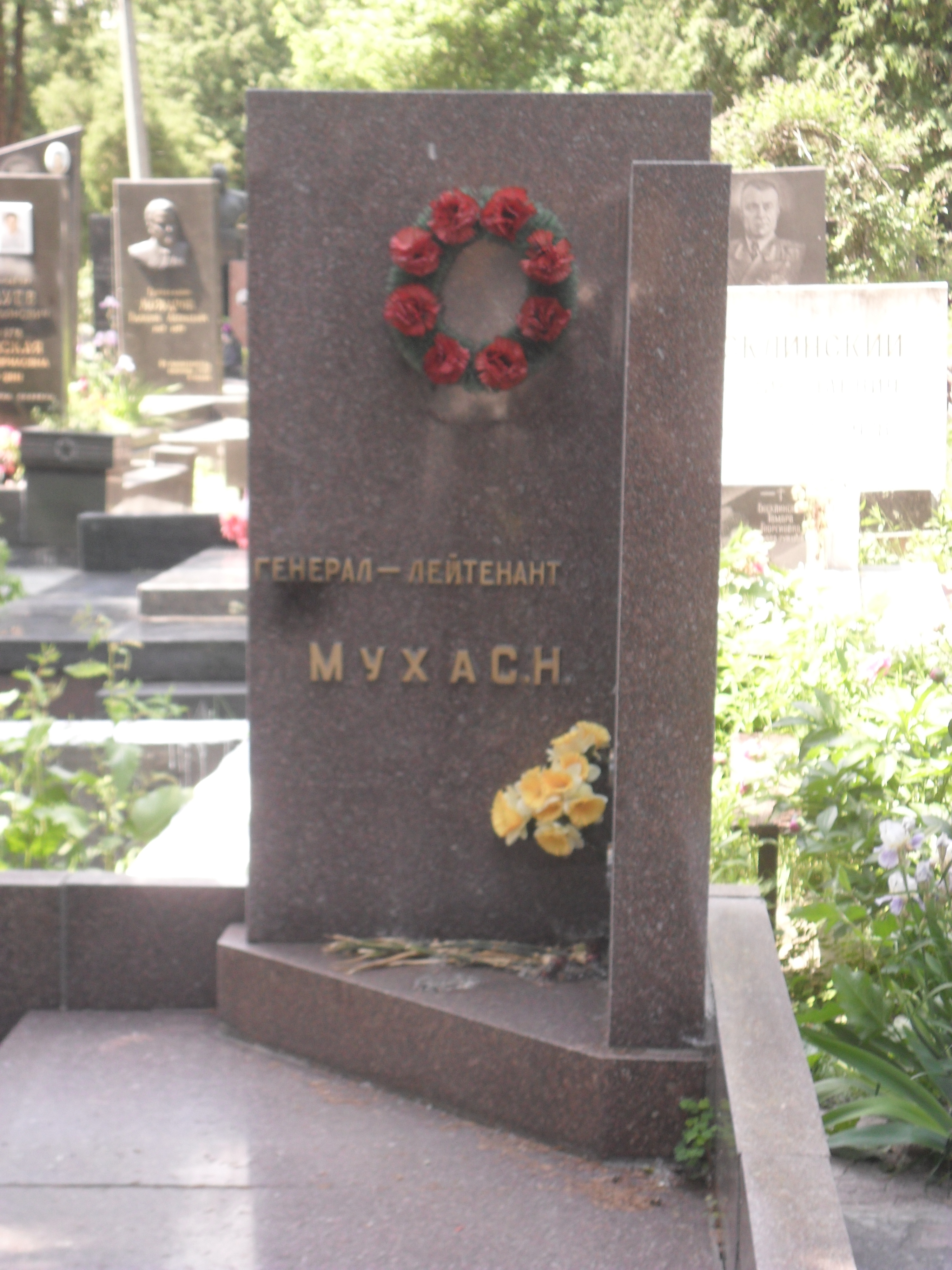
Могила Мухи на Лукьяновском военном кладбище Киева.

Родился в 1930 году в поселке Подгородном Днепропетровского округа (ныне город Днепропетровского района Днепропетровской области) в семье рабочего. В годы Великой Отечественной войны жил в эвакуации в Сталинградской, затем в Саратовской областях.
В 1949 году окончил среднюю школу. В 1950 году поступил на автотранспортное факультет Запорожского института сельскохозяйственного машиностроения, который окончил в 1955 году по специальности инженер-механик и получил воинское звание младшего инженер-лейтенанта запаса.
С августа 1955 года — мастер цеха № 20 механического завода в Днепропетровске, избирался секретарём комсомольской организации завода. С 1956 года — 1-й секретарь Красногвардейского райкома ЛКСМУ Днепропетровской области, с декабря 1957 года — 2-й секретарь Днепропетровского обкома ЛКСМУ, с августа 1958 года — заместитель заведующего отделом комсомольских организаций ЦК ЛКСМУ, в ноябре 1959 — июне 1961 года — 1-й секретарь Черниговского обкома ЛКСМУ. В 1961-1962 годах находился на Кубе в составе сельскохозяйственной делегации. С января 1963 года — 2-й секретарь Черниговского обкома КПУ, в январе 1966 — июне 1970 года — военный комиссар Черниговской области (майор запаса с 1969 года), в 1970—1971 годах — заведующий промышленно-транспортным отделом Черниговского обкома КПУ, с июня 1971 года — инспектор ЦК КПУ.
Постановлением ЦК КПУ направлен на работу в органы КГБ:
- с сентября 1973 по январь 1975 года — заместитель председателя КГБ Украинской ССР (полковник с 1973 года);
- с января 1975 по июнь 1982 — 1-й заместитель председателя КГБ Украинской ССР (генерал-майор с 1975 года и генерал-лейтенант с 1980 года);
- с 3 июня 1982 по 21 мая 1987 — председатель КГБ Украинской ССР;
- с мая по июнь 1987 был в распоряжении Управления кадров КГБ.

В 1987 году уволен в запас, жил в Киеве. Умер в 1993 году. Похоронен в Киеве на Лукьяновском военном кладбище.

## Награды
- орден Октябрьской Революции (1977)
- орден Красного Знамени (1985)
- три ордена «Знак Почёта» (1956, 1966, 1977)